# Ito Ogawa
Pour les articles homonymes, voir Ogawa.
Œuvres principales
Le Restaurant de l'amour retrouvé (2013)
Ito Ogawa, née en 1973 à Yamagata, est une écrivaine japonaise.

## Biographie
Originaire de la ville de Yamagata, dans la préfecture du même nom au Japon, Ito Ogawa se rend à Tokyo pour poursuivre des études de japonais classique à l'université. Elle commence sa carrière d'auteure en écrivant des chansons et des livres illustrés pour les enfants.
Succès critique et public, son premier roman, Le Restaurant de l'amour retrouvé paru au Japon en 2008, est publié en 2013 aux Éditions Philippe Picquier, traduit par Myriam Dartois-Ako. Il fait l'objet d'une adaptation cinématographique sous le titre Rinco's Restaurant (食堂かたつむり, Shokudō katatsumuri), sortie sur les écrans japonais en 2010 et réalisée par Mai Tominaga. En 2011, le livre devient lauréat du Prix Étalage de la Cuisine,
En 2016 est édité Le Ruban, son second roman, qui raconte l'histoire d'une grand-mère passionnée d’oiseaux et de son nouveau compagnon à plumes, Ruban. La même année, Ito Ogawa revient avec Le Jardin arc-en-ciel (de 2014) : la romancière y conte le quotidien d'une famille homoparentale, en mêlant les points de vue divers et variés de ceux qui la constituent.

## Œuvres traduites en français
- Le Restaurant de l'amour retrouvé (2008), traduction par Myriam Dartois-Ako, Éditions Philippe Picquier, 265p, 2013  (ISBN 2809710724)
- Le Ruban (2014), traduction par Myriam Dartois-Ako, Éditions Philippe Picquier, 336 p., 2016  (ISBN 2809712018)
- Le Jardin arc-en-ciel (2014), traduction par Myriam Dartois-Ako, Éditions Philippe Picquier, 272 p., 2016  (ISBN 280971195X)
- La Papeterie Tsubaki (2016), traduction par Myriam Dartois-Ako, Éditions Philippe Picquier, 384 p., 2018  (ISBN 978-2-8097-1356-5)
- La République du bonheur (2017), traduction par Myriam Dartois-Ako, Éditions Philippe Picquier, 288 p., 2020  (ISBN 978-2-8097-1496-8)
- Le Goûter du lion (2019), traduction Deborah Pierret-Watanabe, Editions  Philippe Picquier, 256 p., 2022  (ISBN 9782809715989)
- Lettres d’amour de Kamakura, traduction Sophie Bescond, Editions  Philippe Picquier, 395 p., 2025  (ISBN 978-2-8097-1679-5)